# Ołeksij Sawczenko
Ołeksij Witalijowycz Sawczenko, ukr. Олексій Віталійович Савченко (ur. 27 września 1993 we wsi Starowiriwka, w obwodzie charkowskim, Ukraina) – ukraiński piłkarz, grający na pozycji pomocnika.

## Kariera klubowa
Wychowanek UFK Charków, barwy którego bronił w juniorskich mistrzostwach Ukrainy (DJuFL). Karierę piłkarską rozpoczął 4 marca 2011 w drugiej drużynie Dynama Kijów. Latem 2015 został wypożyczony do Howerły Użhorod. Od lipca 2016 grał w klubie Czerkaśkyj Dnipro Czerkasy. Latem 2017 przeniósł się do FK Połtawa. 13 lipca 2018 przeniósł się do Czornomorca Odessa. 11 lutego 2019 roku opuścił odeski klub. 5 marca 2019 roku został piłkarzem Polissia Żytomierz. 12 lipca 2019 przeszedł do klubu Obołoń-Browar Kijów.